# Herbert Brede
Herbert Lorentz Brede, estonski general, * 25. april 1888, † 6. oktober 1942.